# Кузано Миланино
Куза̀но Миланѝно (на италиански: Cusano Milanino, на западноломбардски: Cusàn, Кузан) е град и община в Северна Италия, провинция Милано, регион Ломбардия. Разположен е на 152 m надморска височина. Населението на общината е 19 376 души (към 2013 г.).